# Prelungiri după timpul regulamentar 90 de minute
Prelungirile sau timp suplimentar este o perioadă suplimentară de joc sunt specificate în conformitate cu regulile unui sport pentru a aduce un joc la o decizie și de a evita declararea meci de egalitate sau a trage la sorți în cazul în care scorurile sunt aceleași. În unele sporturi, această perioadă suplimentară se joacă numai în cazul în care jocul este obligat să aibă un câștigător clar, la fel ca în turnee o singură eliminare în cazul în care doar o singură echipă pot avansa la runda următoare sau de a câștiga turneul. 
Arbitrul este cel care cronometrează meciul. El trebuie să aproximeze cât timp se pierde cu schimbările, cu asistența medicală oferită jucătorilor accidentați, cu avertizarea și eliminarea jucătorilor, cu tragerile de timp, etc. Când există astfel de evenimente, arbitrul hotărăște prelungirea reprizei;[20] durata cu care se prelungește rămâne la atitudinea arbitrului și doar el stabilește când fluieră încheierea reprizei. Nu există alți oficiali care să cronometreze meciul, deși arbitrii asistenți pot purta ceasuri, iar la nevoie îl pot ajuta pe "central". În meciurile la care există și arbitru de rezervă, acesta este înștiințat de arbitru cu câte minute se va prelungi meciul, iar el indică jucătorilor și spectatorilor numărul de minute, ridicând o tabelă pe care stă scris acest număr.
Reprizele de prelungiri și loviturile de departajare
Articol principal: Penalti.
În unele competiții, dacă meciul se încheie la egalitate, se joacă încă 2 reprize de prelungiri, de câte 15 minute fiecare. Dacă și după terminarea acestora scorul rămâne egal, se execută lovituri de departajare (lovituri de la 11m) pentru a se stabili echipa învingătoare. Golurile înscrise din aceste penalty-uri nu se iau în considerare la rezultatul final.
În competițiile în care se joacă două manșe (fiecare tur presupune ca echipele să joace 2 meciuri între ele) se poate utiliza așa-numita regulă a golului marcat în deplasare, în cazul în care echipele se află la egalitate pe totalul celor două manșe. În cazul în care echipele sunt egale și la numărul de goluri marcate în deplasare, există 2 variante: ori se trece la executarea loviturilor de departajare, ori meciurile se consideră încheiate la egalitate și se dispută un nou meci (rejucare).